# Caverna de Santo Tomás
Caverna de Santo Tomás (también escrito Cueva de Santo Tomás o Caverna del Moncada) es el sistema de cuevas más grande e importante que se encuentra en la isla caribeña de Cuba, ya que posee unos 51 kilómetros. Se encuentra en el borde de la pequeña aldea de El Moncada a unos 17 km al oeste del Valle de Viñales, en Pinar del Río. Los tres primeros de los siete pisos de cuevas kársticas se pueden explorar en compañía de un espeleólogo. Destacan las formaciones de estalactitas. Se trata de un Monumento nacional cubano declarado como tal en el año 1989.
Desde el punto de vista histórico muestra sus huellas a través de un mural aborigen y en una dolina oculta en el centro de la espelunca, radicó uno de los principales asentamientos de cimarrones (esclavos que escapaban de las plantaciones). Ese lugar recibe el nombre de Hoyo de Fanía, en honor a la mujer que dirigió el refugio durante muchos años. 
Los rancheadores (buscadores de esclavos), nunca se atrevieron a internarse en la caverna, en cuyas múltiples bocas resonaban los tambores de las ceremonias del palenque.
En una época posterior, en el Hoyo de Fanía fue cultivada una variedad muy especial de tabaco, y posteriormente, otras plantas.
Esta cueva fue formada por el arroyo Santo Tomás y otros procesos kársticos. La adornan acuíferos, muchísimas formaciones de estalactitas, estalagmitas, perlas de cueva, microrepresas y otra gran variedad de formaciones secundarias, las cuales imprimen una belleza peculiar al lugar.
Las investigaciones sobre la Cueva de Santo Tomás comenzaron en el año 1954 por la Sociedad Espeleológica de Cuba. Las cuevas abiertas en la Sierra de Quemado, eran sólo conocidas hasta entonces por los campesinos de la región en algunas de sus bocas y galerías iniciales. Los habitantes del Valle de Quemado visitaban la Cueva del Salón, nombrada así ya que era el lugar donde hacían sus celebraciones. También se utilizaban para extraer guano de murciélago para fertilizar las vegas de tabaco. Las aguas de las pocetas eran también una fuente importante en la siembra cuando el arroyo Santo Tomás pasaba por período de sequía.